# 埃莉·奥尔德里奇
埃莉诺·奥尔德里奇（英語：Eleanor Aldridge，1996年12月29日—），英国女子帆船运动员，主攻风筝板。她曾代表英国参加2024年夏季奥林匹克运动会帆船比赛，获得女子风筝板金牌。